# Norderoog
Norderoog est une île allemande située dans la mer du Nord. Elle est rattachée au land du Schleswig-Holstein situé au nord du pays.

## Géographie
Cette île a une superficie de 7,83 hectares contre 938 hectares pour sa voisine Norderoogsand et ne s'élève que de quelques centimètre au dessus du niveau de la mer.